# Celebes Północny
Celebes Północny (indonez. Sulawesi Utara, potocznie Sulut) – prowincja w Indonezji w północnej części wyspy Celebes. Powierzchnia 13 852 km²; 2,5 mln mieszkańców (2019); stolica Manado. Dzieli się na 3 okręgi miejskie i 6 dystryktów. W grudniu 2000 r. z części prowincji utworzono nową – Gorontalo.
Obejmuje wschodnią część półwyspu Minahasa oraz kilka archipelagów leżących na północny wschód od Celebes (wyspy Sangihe, wyspy Talaud). Powierzchnia górzysta, przez całą długość prowincji przebiega pasmo górskie z najwyższym szczytem Klabat (2022 m n.p.m.).
Po oddzieleniu się muzułmańskiej części (Gorontalo) w prowincji dominują chrześcijanie (około 95%).
Główne grupy etniczne to: Minahasa, Sangir, Talaud, Bolaang-Mongondow. Występują też skupiska Makasarczyków, Chińczyków, Arabów, Jawajczyków, Bataków i Molukańczyków. Większość mieszkańców prowincji posługuje się własną odmianą języka malajskiego, blisko spokrewnioną z malajskim wyspy Ternate. Język ten w dużej mierze wyparł tradycyjne języki etniczne. Na terenie prowincji występują języki z grupy filipińskiej wielkiej rodziny austronezyjskiej (minahaskie, sangirskie oraz języki gorontalo-mongondow, w tym mongondow).
W 2005 roku odsetek ludności potrafiącej czytać i pisać wyniósł 98,87% (jest to wynik wysoki według indonezyjskich standardów krajowych, a nawet wyższy niż w regionie stolicy – Dżakarty). Prowincja ma jeden z najwyższych wskaźników rozwoju społecznego (HDI) w Indonezji.
Gospodarka: rolnictwo (ryż, trzcina cukrowa, gałka muszkatołowa, kawa, orzechy kokosowe, rybołówstwo; eksploatacja lasów; port lotniczy Sam Ratulangi.